# Boreomicrolaimoides problematicus
Boreomicrolaimoides problematicus is een rondwormensoort uit de familie van de Linhomoeidae. De wetenschappelijke naam van de soort is voor het eerst geldig gepubliceerd in 1918 door Ditlevsen.